# Bolarski izwor
Bolarski izwor (bułg. Болярски извор) – wieś w południowej Bułgarii, w obwodzie Chaskowo, w gminie Charmanli. Według danych Narodowego Instytutu Statystycznego, 31 grudnia 2011 roku wieś liczyła 305 mieszkańców.

## Historia
Na terenie wsi znajdują się liczne tumulusy Trackie. Pod panowaniem imperium osmańskiego miejscowość nazywała się Bejbunar. W trakcie wojny bałkańskiej jeden mieszkaniec dobrowolnie zgłosił się do Legionu Macedońsko-Adrianopolskiego.